# Grillspett

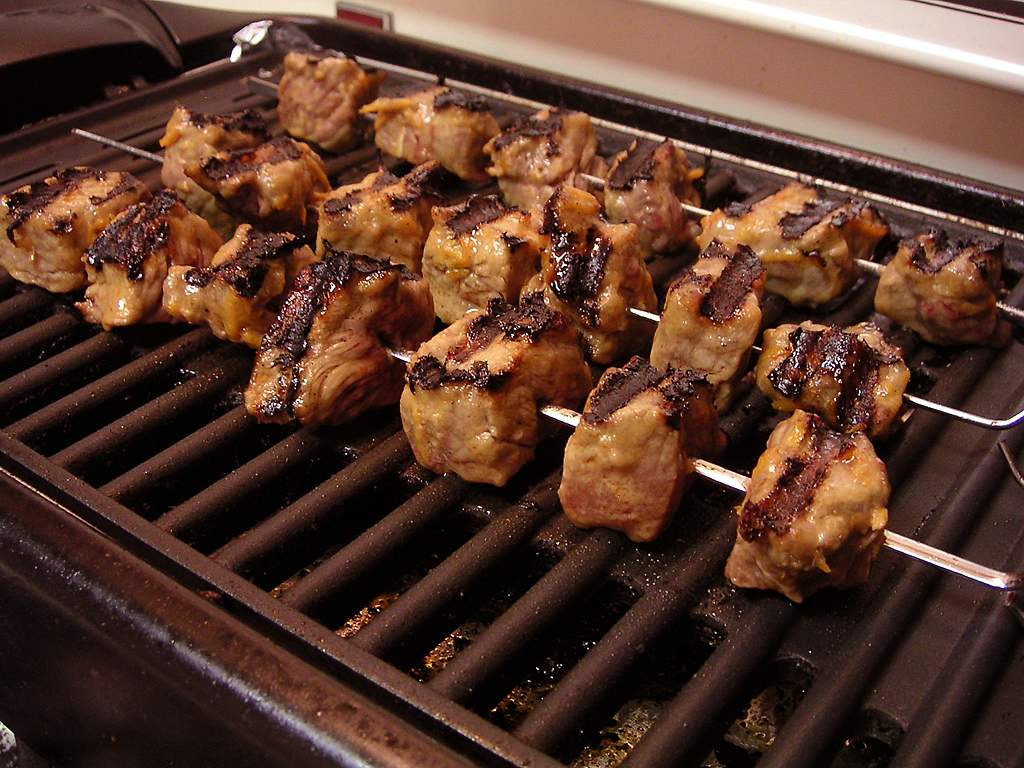
Grillspett.

Grillspett  är en spetsig stång som används för att trä upp matbitar på i samband med grillning. Grillspettet kan antingen användas enbart i själva matlagningen, eller så serveras den grillade maten på sitt grillspett och blir en maträtt i sig själv. I det senare fallet innehåller spettet ofta flera olika ingredienser. Exempel på mat som kan finnas på ett grillspett är bitar av nötkött, fläskkött, korv, kyckling, lök, majskolvar, paprika, med mera.
Själva grillspetten kan vara gjorda av metall eller trä. Grillspett av metall är i allmänhet avsedda att återanvändas efter diskning, medan träspetten är engångsartiklar.